# Uzovce
Uzovce est un village de Slovaquie situé dans la région de Prešov.

## Histoire
Première mention écrite du village en 1370.

## Démographie

### Évolution de la population
| Année:               | 1994. | 2004.   | 2014.   | 2024.   |
| -------------------- | ----- | ------- | ------- | ------- |
| Nombre de personnes: | 479   | 494     | 531     | 537     |
| Différence:          |       | +3,13 % | +7,48 % | +1,12 % |

| Année:               | 2023. | 2024.   |
| -------------------- | ----- | ------- |
| Nombre de personnes: | 529   | 537     |
| Différence:          |       | +1,51 % |